# Marienkirche (Hornburg)

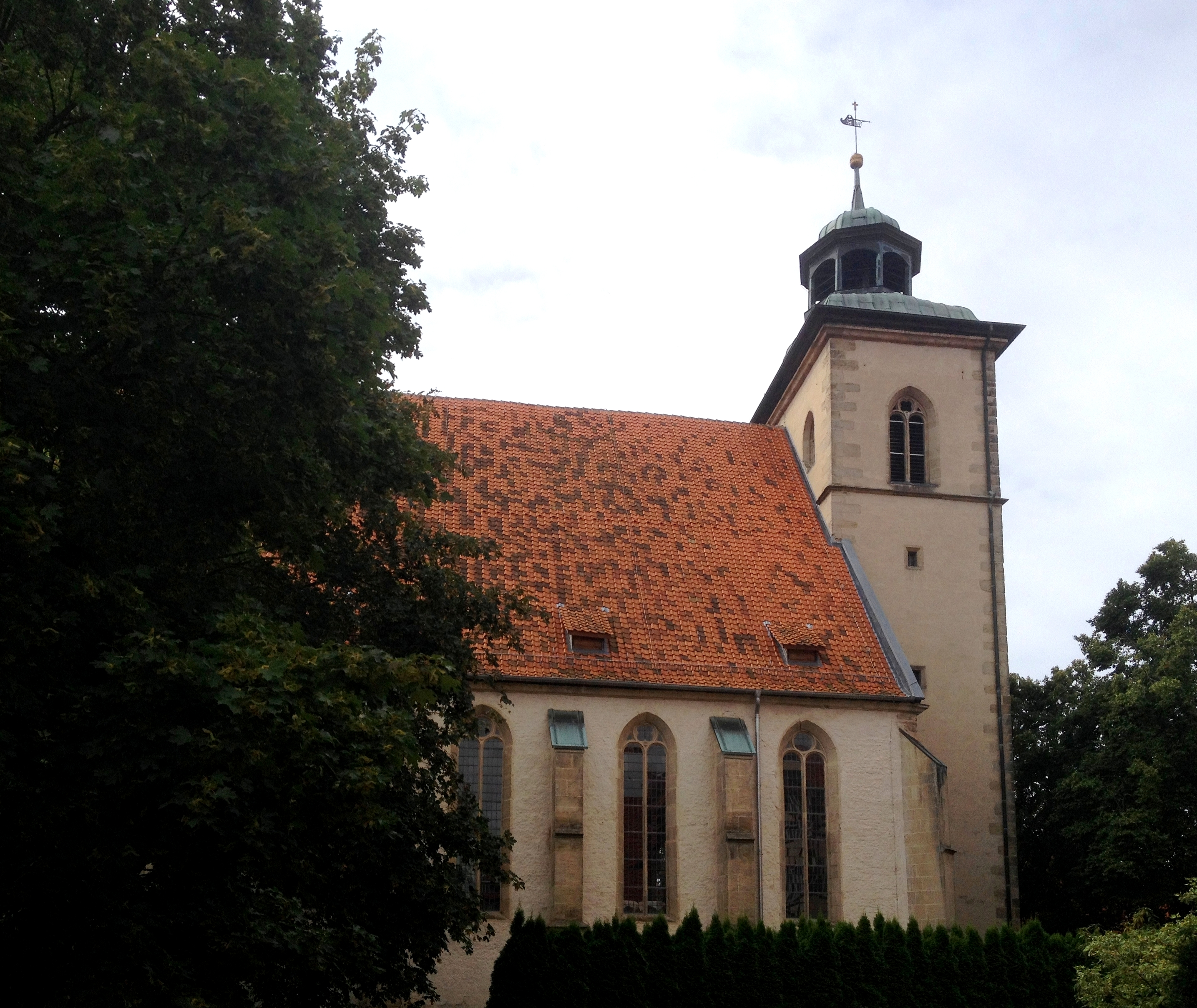
Marienkirche Hornburg

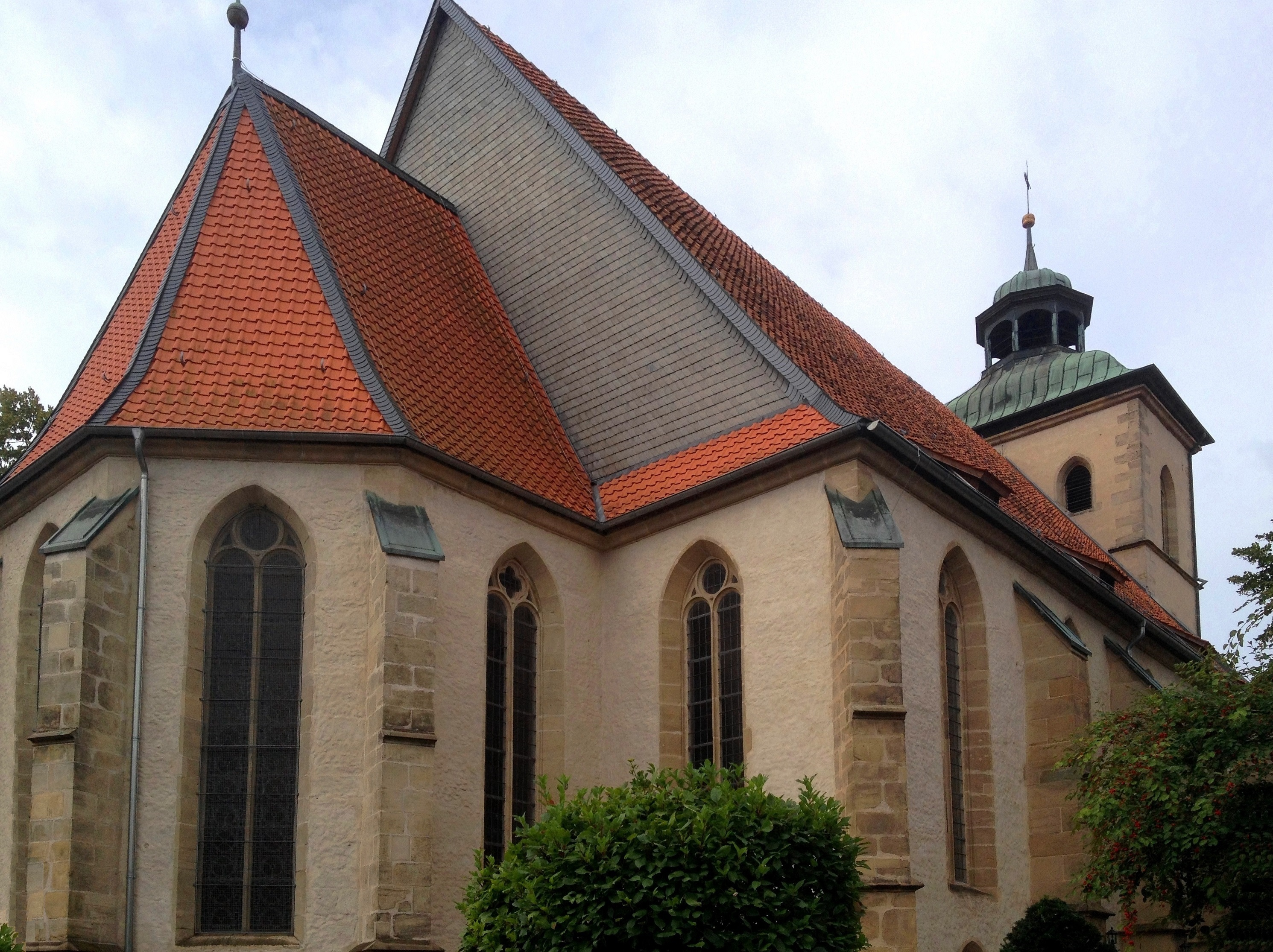
Nordostansicht

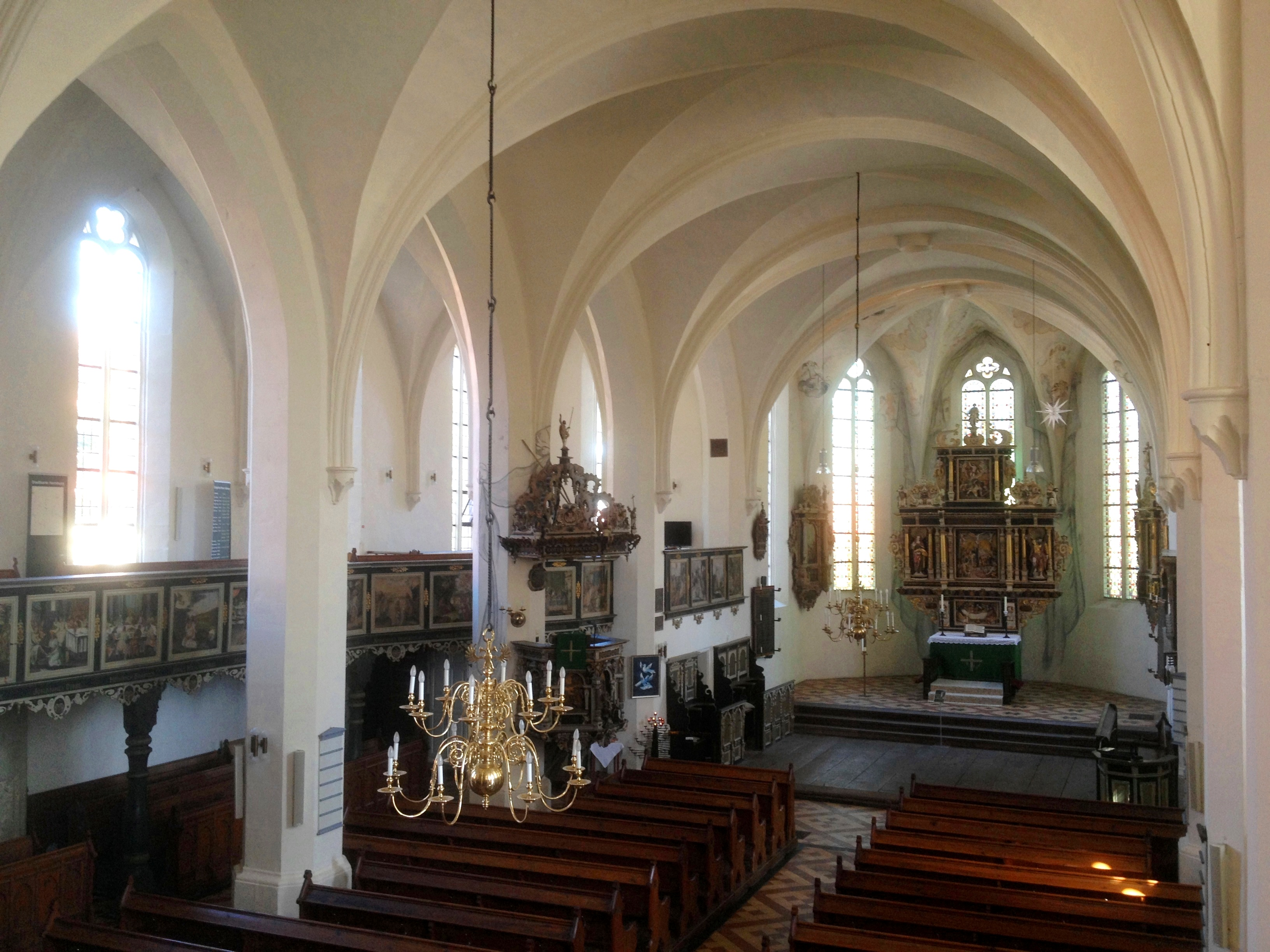
Innenansicht nach Nordost

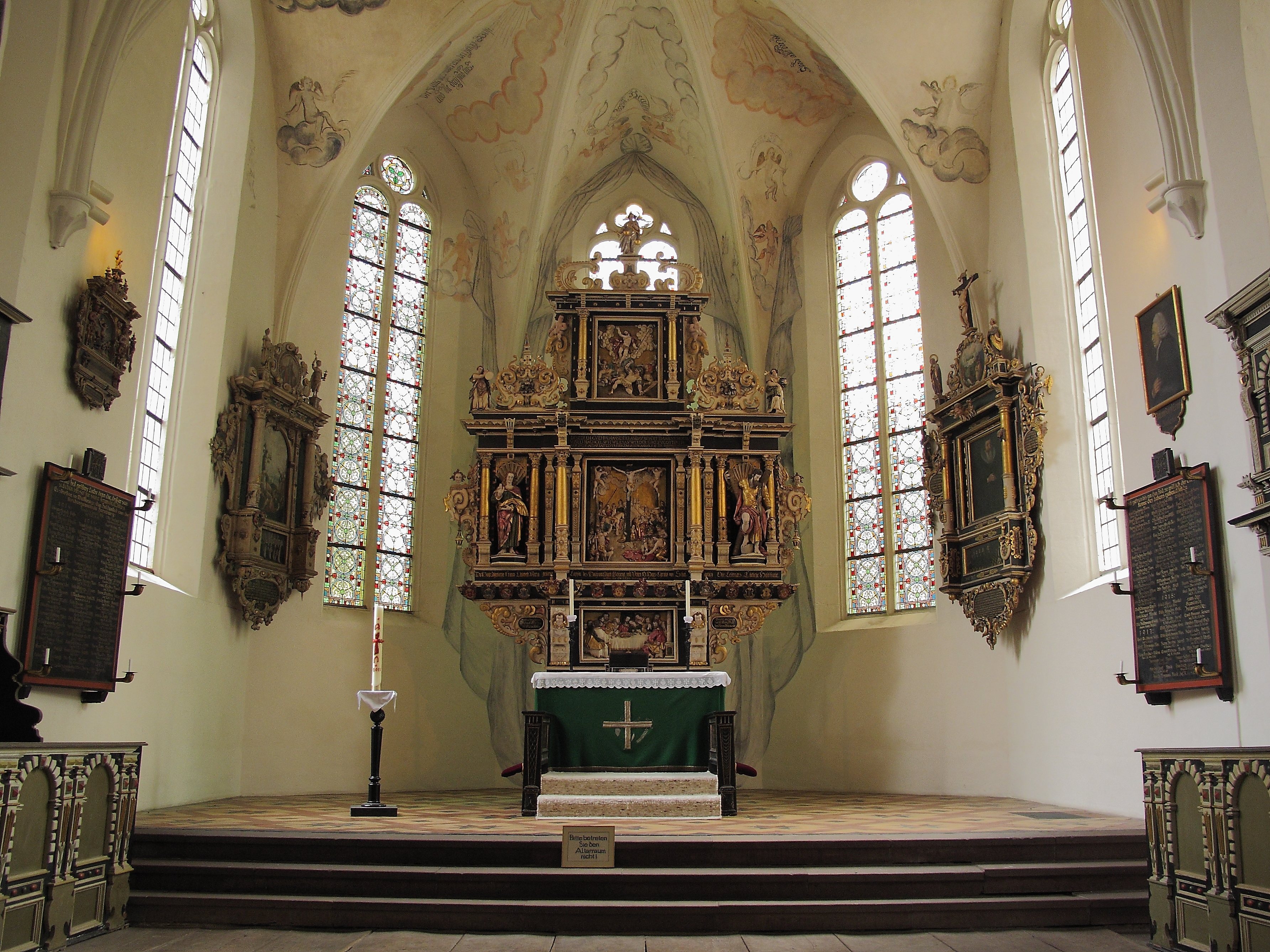
Chor mit Altar

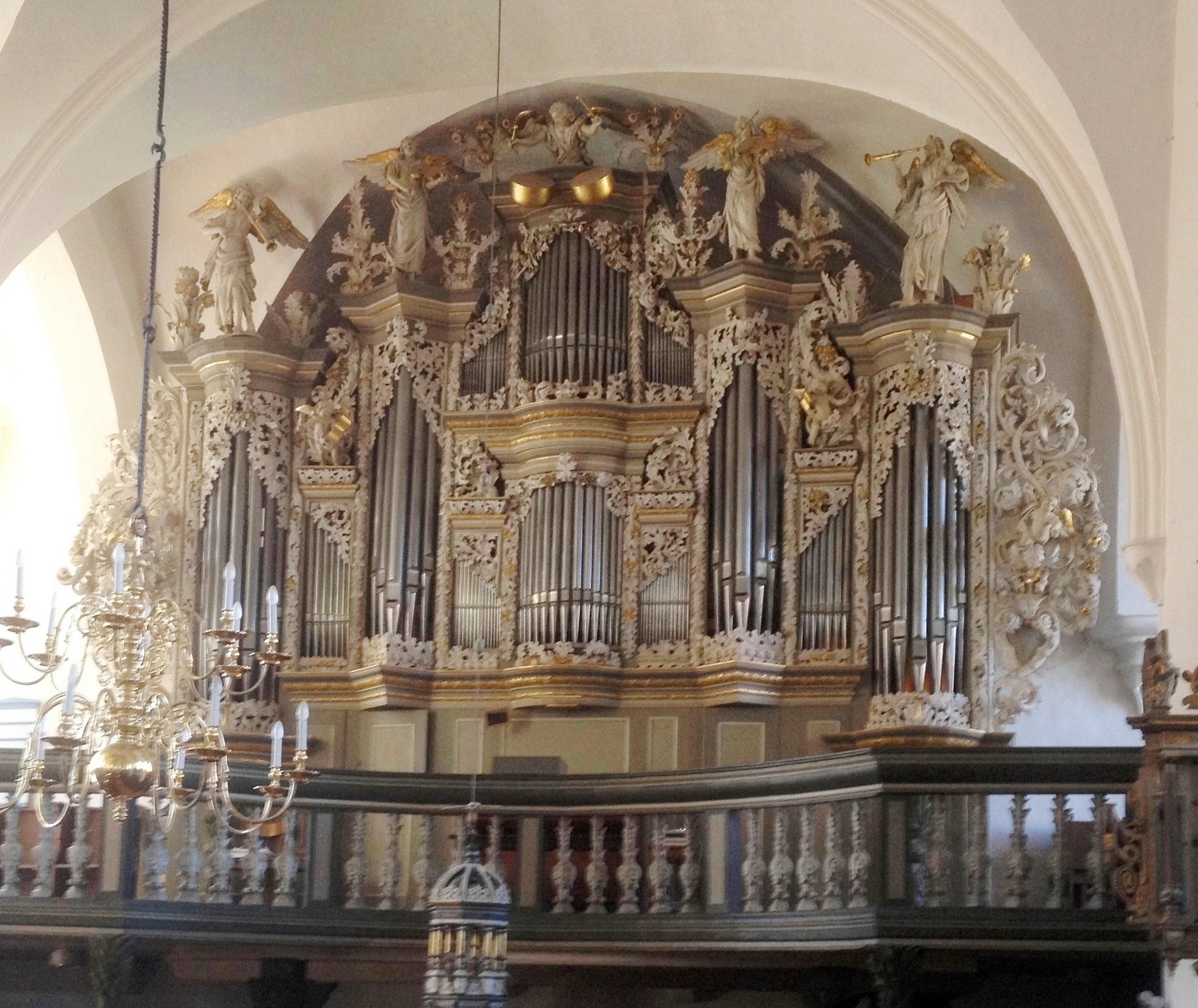
Orgel

Die evangelische Marienkirche im Ortsteil Stadt Hornburg der Gemeinde Schladen-Werla ist eine nachgotische Hallenkirche im Landkreis Wolfenbüttel in Niedersachsen. Sie gehört zur evangelischen Kirchengemeinde Hornburg/Isingerode der Evangelisch-lutherischen Landeskirche in Braunschweig und ist auch als Kirche Beatae Mariae Virginis Hornburg bekannt.

## Geschichte und Architektur
Die Marienkirche Hornburg wurde in den Jahren 1614–16 von dem Maurermeister Martin Eilenburg auf den Fundamenten eines mittelalterlichen Vorgängerbaus errichtet, möglicherweise in Zusammenarbeit mit Paul Francke, der 1613 einen nicht realisierten Entwurf für den Neubau ausgearbeitet hatte. Das von der Kirche St. Stephani in Osterwieck beeinflusste Bauwerk greift in seiner Raumform wie die gleichzeitigen Kirchenbauten in Wolfenbüttel und Bückeburg auf spätgotische Bauformen zurück.
Das Bauwerk ist eine nachgotische dreischiffige Hallenkirche mit sechs Jochen. Die Seitenschiffe schließen gerade, das Mittelschiff endet in einem Chorjoch mit Fünfachtelschluss. Im Westen steht ein querrechteckiger, im Kern mittelalterlicher Westturm mit geschweifter Haube und oktogonaler Laterne, der an den eisernen Ankern des Obergeschosses auf das Jahr 1616 datiert ist.
Außen zeigt das Bauwerk schlichte zweibahnige Maßwerkfenster. Auf der Nordseite sind zwei Portale mit Zahnschnittfriesen, Diamant- und Perlstäben angeordnet, auf der Südseite zwei spätgotische Spitzbogenportale aus dem 16. Jahrhundert, das westliche mit Stabwerk. Die schlanken Strebepfeiler des Langhauses wurden im 19. Jahrhundert hinzugefügt, die diagonalen Eckstrebepfeiler und diejenigen des Chorpolygons sind original.
Das weiträumige Innere zeigt den nachgotischen Charakter des Bauwerks besonders deutlich. Es ist gekennzeichnet durch achteckige Pfeiler, die kämpferlos in die Schildbögen übergehen, und Kreuzgratgewölbe mit korbbogigen Gurten im Mittelschiff und spitzbogigen Gurten in den Seitenschiffen. Nur das östliche Mittelschiffsjoch und das um drei Stufen erhöhte Chorjoch zeigen Rippengewölbe. Unter der Empore des Ostjochs im Nordseitenschiff liegt die gratgewölbte Sakristei.

## Ausstattung
Die qualitätvolle Ausstattung aus der Zeit der Renaissance und des Barock ist harmonisch aufeinander abgestimmt. Das Hauptstück ist ein zweistöckiges manieristisches Altarretabel mit Säulengliederung und reicher Ornamentik, das 1617 gestiftet und 1660 gefasst wurde. Es zeigt in der Predella ein Abendmahlsrelief und im Hauptgeschoss einen figurenreichen Kalvarienberg, der von den Figuren Johannes des Evangelisten und des Apostels Andreas flankiert wird. Im Aufsatz ist die Auferstehung nach Dürers Großer Passion und auf dem Gebälk und als Bekrönung drei Figuren der Tugenden dargestellt. Seitlich neben dem Altar sind 1660 gestiftete Altarschranken mit Kniebänken aufgestellt.
Vor der Westempore steht ein 1581 datierter Taufstein aus farbig gefasstem Sandstein. Unter dem Baldachin des hölzernen Deckels findet sich eine vollplastische Gruppe der Taufe Christi.
Die Kanzel mit Schalldeckel wurde 1616 gestiftet und zeigt Moses als Trägerfigur und am Korb Reliefs der Ehernen Schlange, der Ölbergszene, der Verkündigung, der Opferung Isaaks sowie musizierende Engel und die knienden Stifter vor dem Gekreuzigten. Auf dem Schalldeckel sind Engel mit den Leidenswerkzeugen und der Auferstandene dargestellt.
Das architektonisch gegliederte Chorgestühl und die Südostempore stammen ebenso wie die Seitenteile der Empore im Südschiff vom Anfang des 17. Jahrhunderts. Der Mittelteil ist jedoch barock und mit Wappen und Statuetten der Tugenden 1666 datiert. Die fünf westlichen Brüstungsfelder der Nordempore sind mit pilastergerahmten Darstellungen aus der Simson-Geschichte versehen; auf der Ostseite sind 18 Gemälde mit Szenen aus dem Leben Christi um 1700 angebracht.
Der reich mit Ranken und beweglichen musizierenden Engeln verzierte, neunteilige Orgelprospekt und die zugehörige Orgelempore auf palmenförmigen Stützen wurden 1707 vom Tischler Jürgen Froböse aus Hornburg geschaffen. Der Prospekt beherbergte ursprünglich eine Orgel von Christoph Cuntzius. Die heutige Orgel ist ein pneumatisches Werk von Carl Johann Heinrich Röver aus dem Jahr 1894 mit 25 Registern auf zwei Manualen und Pedal, das verändert erhalten ist.
Die mit einer lebensgroßen Figur des segnenden Christus bemalte Sakristeitür stammt aus dem 18. Jahrhundert. Vom Vorgängeraltar ist ein großes gemaltes Retabel aus dem Ende des 16. Jahrhunderts erhalten, das in der Predella die Anbetung der Hirten und Könige, im Hauptbild das Abendmahl und darüber das Jüngste Gericht zeigt. Ein sechzehnarmiger Kronleuchter aus Messing stammt von 1643; ein Wandleuchter am Kanzelpfeiler ist auf 1658 datiert. Zum Geläut gehört eine spätgotische Glocke mit drei Reliefs wohl aus dem 15. Jahrhundert.
Mehrere bedeutende Epitaphe und Grabmale sind weiter zu erwähnen. Hölzerne bemalte Epitaphe wurden geschaffen
1. für Familie Glander um 1600,
2. für den ersten lutherischen Pastor Heinrich Magius († 1604),
3. für Elisabeth Furmanns († 1604),
4. für Pastor Sebastian Wernecke († 1619),
5. für die beiden Frauen des Johann Mercken, Magdalena Schuster und Margaretha Alborg 1637, mit Kreuzigungsdarstellung von Daniel Lindenmeier aus Halberstadt (stark beschädigt),
6. für Pastor Andreas Corvinus († 1646) von Wulf Ernst Lindenmeier.

Bildnisgrabsteine sind erhalten für Ilse von Randau († 1572), für Hans von Randau († 1572) und für Johann von Lehate († 1584), die beiden letzteren sind als Figuren mit Rüstung nahezu vollplastisch gearbeitet. Ein Kindergrabstein aus der zweiten Hälfte des 17. Jahrhunderts ist schließlich zu erwähnen.